# Варсануфіти
Варсануфіти (також варсануфійці або берсуноуфіти) були монофізитською нехалкедонською християнською сектою в Єгипті між кінцем VI і початком ІХ століття.
Відповідно до Тимофія Константинопольського та «Історії александрійських патріархів», секта отримала назву від якогось Варсануфія, який прийняв титул єпископа. Вони були зараховані до числа акефалів (без лідерів), які відокремилися від основного монофізитського патріархату Александрії під час правління імператора Зенона (474–491) через Генотикон (482). За часів патріарха Даміана (578–607) вони розробили чітку ієрархію, відокремившись від акефалів.
Варсануфійці обмежувалися Александрією та кількома селами у східній дельті Нілу. У них, здається, не було більше трьох єпископів. Патріарх Агафон (661–677) викупив деяких варсануфіїв-втікачів разом із членами своєї пастви, змусивши деяких навернутись. Під час правління патріарха Александра II (705–730) деякі варсануфії з Аль-Муни були навернені назад до ортодоксального монофізитства Іоанном Са, а інші — Ісааком Саманудським. Приблизно в той же час підприємливий державний службовець-християнин отримав дозвіл від губернатора Курри ібн Шаріка стягувати подвійну звичайну джизью (податок) з варсануфітів та інших розкольників (гаянів і юліанітів). Це мало наслідком повернення багатьох до патріарха. За Патріарха Михайла I (744–768) єпископ Іван Себеннітський навернув багатьох варсануфітів у православ’я.
На початку ІХ століття секта існувала в основному в Фуштаті. Близько 810 р. його очолювали два єпископи, Георгій та його син Авраам. Патріарх Марк II хрестив їх у монастирі Святого Мини і висвятив у православні єпископи (правда, без єпархій). Незабаром відбулася оправославлення решти руху. Марк призначив Георгія та Авраама першими єпископствами, які стали доступними. Для Івана це був Танбудха, для Авраама Атріпе. Примирення варсануфітів вимагало деякого викривлення канонічного права. Наприклад, немає жодних доказів того, що Іван овдовів або розлучився зі своєю дружиною. Марк II також перебудував і освятив одну з колишніх церков Варсануфітів.
На основі уривку з Софронія (помер у 638 р.), Ар’є Кофський пов’язує їх із вченням Варсанофія з Гази, а не з невідомим іншим єпископом. Курт Шімке також розглядає їх як послідовників халкедонських аскетів у Газі і насамперед чернечого руху.